# Dolní Štýrsko

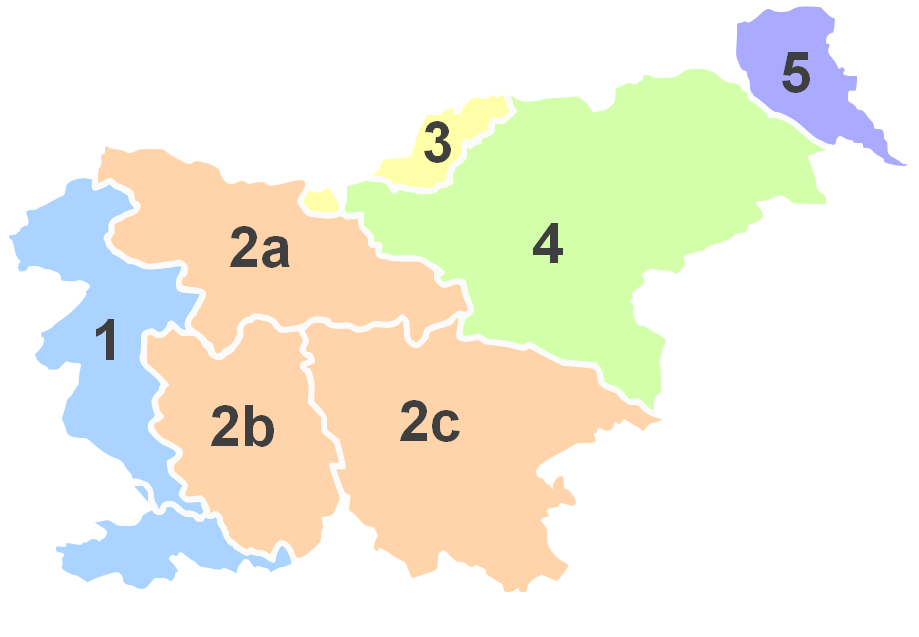
Historická území Slovinska:
1 Přímoří; Kraňsko: 2a Horní Kraňsko
2b Vnitřní Kraňsko, 2c Vindická marka
3 Korutany; 4 Dolní Štýrsko; 5 Zámuří

Dolní Štýrsko či Slovinské Štýrsko (slovinsky Štajerska, Spodnja Štajerska či Slovenska Štajerska; zámuřsky Spoudnje Štájersko; německy Untersteiermark; chorvatsky Donja Štajerska; maďarsky Alsó-Stájerország), je označení jižní části historické země Štýrska, která byla s koncem první světové války začleněna do Státu Slovinců, Chorvatů a Srbů a v současnosti je součástí Slovinska. Přirozeným a ekonomickým centrem regionu je Maribor.

## Geografický přehled

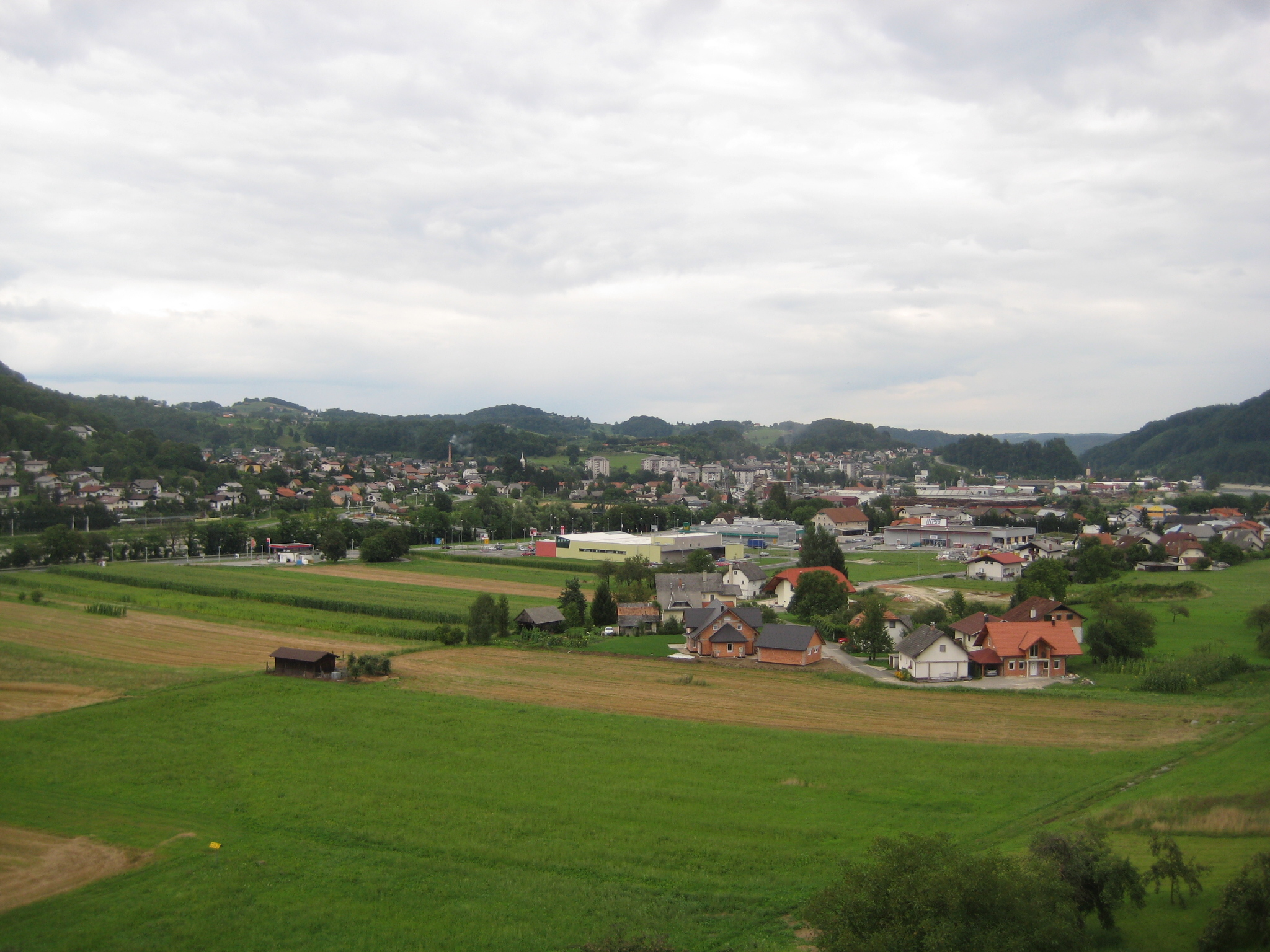
Město Sevnica

Dolní Štýrsko se rozkládá na severovýchodě Slovinska mezi řekami Sávou a Murou a má rozlohu asi 6038 km². Mimo obou hraničních řek protéká regionem také Dráva. Vedle Mariboru, který je největším městem na území regionu, jsou významná také Celje, Ptuj a Velenje. K dalším zdejším městům náležejí Laško, Ljutomer, Gornja Radgona, Brežice, Sevnica, Slovenska Bistrica, Slovenske Konjice, Slovenj Gradec a Šentjur.